# Бородянка (станція)
Бородя́нка — проміжна залізнична станція 3-го класу Коростенського напрямку Київської дирекції Південно-Західної залізниці на лінії Київ-Волинський — Коростень. Розташована на околиці селища Бородянка та села Дружня. Станція розташована між зупинними пунктами Макійчукове (відстань — 5 км) та Хутір Гай (відстань — 5 км).
У 1900 році одночасно розпочались будівельні роботи на всіх дільницях майбутньої лінії залізниці Київ — Ковель. В 1902 році станція Бородянка була відкрита. Збереглася будівля вокзалу станції, збудованого тоді ж.
1968 року станцію електрифіковано разом із лінією Клавдієве — Тетерів.
У 2008—2009 роках станцію разом із будівлею вокзалу частково реконструйовано.